# Sonia Bo
Sonia Bo (Lecco, 27 marzo 1960) è una compositrice italiana.

## Biografia
Si è diplomata in pianoforte nel 1981 e in musica corale nel 1983; ha studiato composizione con Azio Corghi e Renato Dionisi a Milano, dove si è diplomata con pieni voti nel 1985. Si è perfezionata poi con Franco Donatoni a Roma, all'Accademia nazionale di Santa Cecilia.
Ha vinto numerosi premi come il Guido d'Arezzo nel 1985 per i Frammenti da Jacopone, l'Alpe Adria Giovani di Trieste nel 1987 per le Due Bagatelle , il Giuseppe Savagnone di Roma nel 1986 per il Quartetto, oltre a numerosi altri. Le sue composizioni sono state eseguite in numerosi festival nazionali e internazionali, alla Biennale di Venezia, all'Europhonia di Zagabria, al Maggio Musicale Fiorentino, al Focus Festival di New York, al Musica Nova di Sofia.
Dal 1997 insegna composizione presso il conservatorio di Milano; sue musiche sono edite principalmente da Ricordi, oltre che da altri editori quali Curci (Milano), Edipan (Roma) e Rugginenti (Milano). Da novembre 2010, per un triennio è direttore del Conservatorio Giuseppe Verdi di Milano.
È la moglie del compositore Giuseppe Colardo.

## Alcune opere rappresentative

### Musica orchestrale
- Da una lettura di Husserl (1984)
- Synopsis (1987)
- Di agata e di zaffiro (1997)
- Un guardo ed una voce (1997)

### Musica da camera
- Nugae per viola, violino e violoncello (1982)
- Quintetto per strumenti a fiato (1982)
- Piccolo studio per due clarinetti e pianoforte (1985)
- Quartetto per archi (1985)
- D'Iride per flauto, clarinetto, viola, violoncello, pianoforte e percussioni(1988)
- Due bagatelle per flauto e chitarra (1988)
- Tre canti da Saffo per violino solo (1994)
- Dal libro dei prodigi per sassofono (1995)
- Di scogli sommersi o nerocupi per violino, violoncello e percussioni (1998)
- L'arbitro, il merlo, il vaporetto che va a Ischia... per flauto (2000)
- Di pece e di stelle pungenti per flauto e pianoforte (2000)
- Villaggio dei mulini per flauto, clarinetto basso, violino, violoncello, pianoforte (2001)
- Come mani mosse dal vento per violoncello e pianoforte (2002)

### Musica corale
- Frammenti da Jacopone per coro femminile (1985)
- Filastrocche del cavallo parlante per coro di bambini o femminile e 16 esecutori (1995-2001)
- Isole di luce per coro di bambini o femminile, arpa, celesta, percussioni (1998)